# Elie Bacari
Elie Bacari (* 14. Oktober 2003 in Treichville, Elfenbeinküste) ist ein belgisch-ivorischer Hürdenläufer, der sich auf die 110-Meter-Distanz spezialisiert hat.

## Sportliche Laufbahn und Leben
Erste internationale Erfahrungen sammelte Elie Bacari im Jahr 2022, als er bei den U20-Weltmeisterschaften in Cali mit 6585 Punkten auf den 20. Platz im Zehnkampf gelangte. Im Jahr darauf schied er bei den U23-Europameisterschaften in Espoo mit 13,94 s im Halbfinale über 110 m Hürden aus und 2024 schied er bei den Hallenweltmeisterschaften in Glasgow mit 7,58 s im Semifinale im 60-Meter-Hürdenlauf aus. Im Juni wurde er bei den Europameisterschaften in Rom im Finale disqualifiziert und im August schied er bei den Olympischen Sommerspielen in Paris mit 14,13 s in der Hoffnungsrunde aus. Im Jahr darauf schied er bei den Halleneuropameisterschaften in Apeldoorn mit 7,75 s im Halbfinale über 60 m Hürden aus. Zuvor verbesserte er den belgischen Rekord über diese Distanz auf 7,51 s. Im Juli gewann er bei den U23-Europameisterschaften in Bergen in 13,56 s die Bronzemedaille hinter dem Österreicher Enzo Diessl und seinem Landsmann Zeno van Neygen.
2025 wurde Bacari belgischer Hallenmeister im 60-Meter-Hürdenlauf.

## Persönliche Bestleistungen
- 110 m Hürden: 13,34 s (−0,8 m/s), 18. Mai 2025 in Brüssel
  - 60 m Hürden (Halle): 7,51 s, 19. Januar 2025 in Luxemburg (belgischer Rekord)